# Axel Bolvig
Axel Bolvig (1936-2010) var en dansk historiker, der beskæftigede sig med kunsthistorie og visuel historie. Han fokuserede specifikt på danske kalkmalerier. Han skrev flere bøger om dette emne og stod bag hjemmesiden kalkmalerier.dk.

## Værker
- "Lyngby kirkes kalkmalerier" 1968
- "Billeder sådan set" 1974
- "148 danske bykirker (sammen med flere)" 1974
- "Portræt af et årti - Danmark i 1930erne" 1975
- "Roskilde domkirkes altertavle" 1975
- "Billeder af Dagligliv i Middelalderen" 1977
- "Sociale tabere omkring 1900" 1978
- "Billeder er sprog" 1979
- "Danmark i 50'erne og 60'erne - portræt af en nær tid" 1979
- "Billedsprog og kvindebilleder (hæfte og dias-serie)" 1979
- "Billedlig talt (hæfte til TV-udsendelse)" 1980
- "Dagens billeder (hæfte til TV-udsendelse)"1981
- "Billeder, billedanalyse, billedkommunikation (sammen med flere)"1983
- "Danmark 1973-1981 - portræt af vor tid" 1983
- "Ragnvald Blix" 1985
- "Anden Verdenskrig i billeder (sammen med S. Cedergreen Bech)" 1985
- "Det evige øjeblik - dansk pressefotografi gennem 75 år" 1987
- "Det kultiverede landskab" 1988
- "Den kunstige natur (hæfte og dias-serie)" 1989
- "Kirkekunstens storhedstid - om kirker og kunst i Danmark i romansk tid" 1992
- "Bondens billeder - om kirker og kunst i dansk senmiddelalder" 1994
- "Reformationens rindalister - om kunst og arkitektur i 1500-tallets Danmark" 1996
- "Roskilde domkirkes altertavle – et ualmindeligt kunstværk" 1997
- "Kalkmalerier i danske kirker på internettet´" 1997
- "Kalkmalerier i Danmark" 1999
- "Kalkmalerier omkring Øresund" 2000
- "Danmarks kalkmalerier" 2002
- "Den ny billedbibel" 2003
- "Kunsten i kalkmaleriet" 2005[3]